# 조명섭
조명섭(曺明燮, 1999년 3월 17일 ~ )은 대한민국 가수. 2019년 KBS에서 인기리에 방영되었던 [특집-[노래가 좋아]에 출연하여 최종 우승하고 2019년 가수로 데뷔하였다.한국의 프랭크 시나트라라 불리우며 팝송 샹송 재즈 칸초네 등 다양한 음악을 선보이고 있는 싱어송 라이터이다별명은 속초의 아들, 인간축음기이다.

## 생애
- 1999년 3월 17일 속초시에 태어났다.
- 초등학교 5학년 시절, 인터넷에서 본 <60년을 보는 대중가요>에서 처음으로 흘러나온 현인의 '신라의 달밤(1947)'을 듣고 전통가요를 공부하고 즐겨부르기 시작하였다고 〈이경규의 진짜카메라 2회,TV조선 2015〉에서 이경규와 인터뷰 중 밝혔다.
- 2013년 KBS 〈대국민 토크쇼 안녕하세요〉에 가족과 함께 출연, 40년대 문화에 젖어 양복입기를 좋아하고 흑백영화를 즐겨보는 '애늙은이' 중학생으로 사회자들과 방청객을 놀라게 하는 노래를 불렀다.
- 같은 해 2013년, SBS 〈스타킹〉에서 '잊혀져가는 옛 가요와 문화를 되돌려 지키는 사람이 되고자 한다'는 포부를 밝혔다.
- 2015년도에는 TV조선 〈이경규의 진짜카메라〉에 출연하여 '신라의 달밤'과 아코디언 연주를 곁들인 이난영의 '목포의 눈물'을 불렀다.
- 2019년 5년간의 공백을 깨고 KBS 〈노래가좋아 특별기획 트로트가좋아〉프로가 6주간 진행한 경선에서, 예선(10월26일)은 '신라의 달밤', 결선(11월23일)에서는 '이별의 부산정거장'으로 최종 우승하여 상금 2천만원을 받고 앨범 데뷔를 하였다. 경선 우승으로 그는 현인의 노래를 잘부르는 소년에서, 일제강점기와 전쟁 전후 불우한 시대에, 민족과 애환을 함께한 가요들을 부활시킨 가수로 자리매김하였다.
- 2019년 11월 30일 아이오케이컴퍼니 TN사업부를 소속사로 하는 계약을 체결하였다. 아이오케이컴퍼니 TN사업부 관계자는 “아직 발전 가능성이 무궁무진한 신인인만큼 최고의 가수로 크는 데 지원을 아끼지 않겠다”고 밝혔다. 한편 그의 인기는 팬클럽이 3개가 생길 정도로 높아졌으며, 전문가들은 그의 목소리를 듣고 '시원스럽고 굵직한 발성은 트레이닝으로 불가능한 타고난 목소리'라는 평을 내놓기도 했다.[3]
- 2019년 12월 2일 CJB 청주방송 〈박용관의 라디오쇼〉에 출연하여 자신의 음역대는 현인선생님과 같은 바리톤(baritone)이지만 그분의 노래를 모창한 것은 아니라고 하며, "저의 삶을 노래에다 쏟았다. 그래서 소리에 실려서 감정이 나오는 것 같다"는 소회를 밝혔다.
- 2019년 12월 3일 아이오케이컴퍼니 TN사업부 관계자는 '스포츠 경향'과의 통화에서 지난 금요일(11월30일) "우리 회사와 조명섭이 소속사 계약을 체결하면서 곧 있을 것으로 알려졌던 군입대도 연기했다”며 “군입대 연기는 학업과 가수 활동을 병행하기 위해서 불가피한 조치였다”고 밝혔다. 앞서 보도된 대로 그는 12월 17일, 경남 함안군에 있는 39사단을 통해 군에 입대할 예정이었다. 아이오케이컴퍼니는 그의 학비 등 전폭적 지원을 약속했으며 조명섭 역시 가수 활동과 더불어 학업에 대한 꿈 역시 포기하지 않아, 흔쾌히 아이오케이컴퍼니와 손을 잡은 것으로 알려졌다.[4]
- 2019년 12월 3일 춘천MBC가 유튜브(튜브54)용으로 제작한 인터뷰에서 전통가요에 이끌린 계기, 앞으로 가수로서의 계획, 팬들을 위한 진심을 말했다.[5]
  - 정규 음악교육 대신 스스로 성악발성법을 만들어 소리를 더 크게 더 잘 들리게 내는 연습을 하고 공부하였다.
  - 힘들었던 시대의 노래가 개인적인 상황과 맞물리면서 공감이 갔다. 역사가 담긴 노래는 그 시대만의 감성이 있지만 오늘 날에도 맞을 수 있다고 본다.
  - 무명 곡으로 묻혀있는 곡들을 살리고 싶다. 앞으로 재즈, 팝송도 부르고 재즈트롯과 같은 곡들도 개척하고 싶다.
  - 편하게 노래부른다는 소리를 듣는데 자신들 돋보이게 부르는 것보다는 본연의 모습 그대로 부르는게 진정으로 노래하는 사람의 자세라고 생각한다.
  - 나이가 들어 어른이나 부모로 끝나는게 아니라 소년이고 소녀이고 청년들이라 말해주고 싶다. 정신적으로 육체적으로 아픈 분들을 노래로 치유하는 의사같은 가수가 되고 싶다.
- 현재 소속사가 없으며 2024년 10월 29일에 모 사단 신병교육대로 군입대를 해서 기초군사훈련을 받고 있다.

## 학력
- 풍성중학교 졸업
- 2016년 ~ 2018년 원주공업고등학교 졸업
- 숭실사이버대학교 방송문예창작학과 재학 (20학번)

## 앨범

### 리메이크 앨범
- 2019년 11월 KBS '노래가 좋아' 특별기획 트로트가 좋아

```
  미워하지 않으리(정원,1966), 다날엔터테인먼트 발매
  남성 넘버원(박경원,1977), 다날엔터테인먼트 발매
  나포리 맘보(현인,1956추정), 다날엔터테인먼트 발매
  빈대떡 신사(한복남,1950), 다날엔터테인먼트 발매
  이별의 부산정거장(남인수,1954), 다날엔터테인먼트 발매
```

### 스튜디오 녹음
- 2019년 11월 춘천MBC 제작

```
  비내리는 고모령(현인,1948) 
튜브54

  호수의 소야곡(남일해,1963) 
튜브54

  인도의 향불(현인,1952) 
튜브54

  Somebody loves me(George Gershwin 작곡,1924) 
튜브54
```

### 정규 앨범
- 2019년 12월 강원도 아가씨, 다날엔터테인먼트 발매

```
 강원도 아가씨(조명섭,2019) 외 11곡(리메이크)
```

- 2020년 11월 백일홍, (주)이프로엔터테인먼트 발매

```
 백일홍(조명섭,2020) 외 3곡(자작곡)
```

## 방송

### 《트로트가 좋아》 출연 전
- 2013년 9월 KBS2 《대국민 토크쇼 안녕하세요》(139회, 방송시간: 4분30초~27분)
- 2013년 11월 SBS 《스타킹》(344회, 방송시간: 23분40초~51분)
- 2015년 9월 TV조선 《이경규의 진짜카메라》(2회, 방송시간: 28분30초~56분)

### 《트로트가 좋아》 우승 후
- 2019년 11월 30일 KBS1 《노래가 좋아》 특별무대, 나포리 맘보(현인)
- 2019년 12월 2일 CJB 《박용관의 라디오쇼》, 서울야곡(현인), 선창(고운봉), 꿈에 본 내 고향(한정무)
- 2019년 12월 23일 KBS1 《가요무대》, 베사베무쵸(현인)
- 2020년 1월 6일 KBS1 《가요무대》, 신라의 달밤(현인)
- 2020년 1월 20일 KBS1 《가요무대》, 고향만리(현인)
- 2020년 2월 16일 - 2020년 3월 29일 JTBC 〈체험 사람의 현장 막나가쇼〉
- 2020년 2월 22일, 4월 4일, 6월 20일 MBC 〈전지적 참견 시점〉
- 2020년 3월 7일, 2020년 4월 4일, 2020년 4월 11일 KBS2 〈불후의 명곡 - 전설을 노래하다〉
- 2020년 4월 19일 KBS2 슈퍼맨이 돌아왔다
- 2020년 6월 20일 KBS2 불후의 명곡 전설을 노래하다
- 2020년 6월 26일 KBS2 신상출시 편스토랑
- 2021.04.07. SBS FIL, MTV 《더 트롯쇼(The 트롯SHOW)》 2회, <꽃 피고 새가 울면>(조명섭)

## 수상 및 홍보대사
- 2019년 10월 26일 KBS 〈노래가좋아 특별기획 트로트가좋아〉 2차 예선 우승, '신라의 달밤'(현인,1948)[6]
- 2019년 11월 23일 KBS 〈노래가좋아 특별기획 트로트가좋아〉 최종 결선 우승, '이별의 부산정거장'(남인수,1954)[7]
- 2019년 12월 21일 KBS2 《KBS 연예대상》 핫이슈 예능인상
- 2021년 10월 2일 원주시 관광홍보대사 위촉[8]

## 같이 보기
- 트로트
- 현인
- 남인수
- 박시춘